# John Littlejohn
John Littlejohn, nome d'arte di John Wesley Funchess (Learned, 16 aprile 1931 – Chicago, 1º febbraio 1994), è stato un chitarrista statunitense.
Fu uno dei più attivi chitarristi blues a Chicago dagli anni cinquanta agli anni ottanta.

## Biografia
John Wesley Funchess, conosciuto negli ambienti blues di Chicago come John Littlejohn, nacque a Learned in Mississippi dove apprese i primi insegnamenti musicali di blues da un amico paterno.
In seguito a metà degli anni quaranta, lasciò la sua famiglia per peregrinare in varie città del sud e del mid-west degli Stati Uniti, per poi stabilirsi nel 1951 a Gary nell'Indiana dove collaborò
con Joe Jackson (padre di Michael), ma la sua principale attività musicale la praticò nei circuiti blues di Chicago (dove si era definitivamente trasferito alla metà degli anni cinquanta), suonando e registrando con maestri di questo genere musicale come Jimmy Reed e Muddy Waters, John arrivò relativamente tardi alla carriera solistica (il suo primo album fu registrato nel 1968), incidendo a suo nome non molti albums da cui si può apprezzarne l'abilità di chitarrista.
La sua carriera musicale si concluse nei primi anni novanta per problemi di salute, morì poco dopo all'età di sessantadue anni per attacco cardiaco a seguito di un ictus.

## Discografia

### Leader o Co-Leader
- 1969 - John Littlejohn's Chicago Blues Stars (Arhoolie Records)
- 1973 - Funky from Chicago (Bluesway Records)
- 1977 - Dream (MCM Blues Records) Live
- 1978 - Sweet Little Angel (Black and Blue Records)
- 1982 - The Blues Show! Live at Pin Inn (Yupiteru Records) Live, con Carey Bell
- 1984 - Kings of the Slide Guitar (JSP Records) Album split con Hound Dog Taylor
- 1985 - So-Called Friends (Rooster Blues Records)
- 1989 - John Littlejohn's Blues Party (JSP Records)
- 1993 - When Your Best Friend Turns Their Back on You (JSP Records)
- 2001 - Slidin' Home (Arhoolie Records) Registrazioni del 1968

### Come Sideman
Con The Bob Riedy Chicago Blues Band
- 1973 - Lake Michigan Ain't No River (Rounder Records)

Con Lafayette Leake
- 1979 - Feel so Blues (Black & Blue Records)
- 1983 - Big Piano Man (Blue Phoenix Records)

Con Buster Benton
- 1984 - First Time in Europe (Blue Phoenix Records)
- 1988 - Blues at the Top (Blue Phoenix Records)